# Thierry Ruinart
Dom Thierry Ruinart (Theodoricus Ruinart) (Reims, 10 juni 1657 – Abdij Saint-Pierre van Hautvillers, 27 september 1709) was een Franse monnik en theoloog. Hij behoorde tot de orde der Benedictijnen.
Dom Ruinart is om drie redenen bekend gebleven: zijn intellectuele werken, zijn samenwerking met Dom Pierre Pérignon in de Abdij van Hautvillers waar beiden woonden en zijn rol bij de oprichting van het champagnehuis Ruinart.
Dom Thierry publiceerde een martyrium in het Latijn met de titel Acta primorum martyrum sincera et selecta, en een Historia persecutionis Vendalicæ. In het Frans schreef hij onder andere Abrégé de la vie de dom Jean Mabillon, prêtre et religieux bénédictin de la congrégation de St. Maur. Na zijn dood werden zijn nagelaten werken opgenomen in Ouvrages posthumes de dom Mabillon et de dom Thierri Ruinart.
Dom Ruinart had ook interesse in de wijnexperimenten van Dom Pérignon, die werkte met bijzonder sterke flessen die een tweede gisting op fles konden verdragen. Via Dom Ruinart leerde diens neef Nicolas Ruinart het geheim van de "vin qui mousse" kennen. De familie Ruinart (die volgens sommige bronnen van adel was)
begon ook mousserende champagne te fabriceren. Dat was de geboorte van het champagnehuis dat nog steeds bestaat en het oudste ter wereld is.

## Werken
- Acta primorum martyrum sincera et selecta, Parijs, 1689
- Historia persecutionis Vandalicae, Parijs, 1694[4]
- Sancti Georgii Florentii Gregorii episcopi Turonensis opera omnia, (1699)[5]
- Apologie de la mission de Saint-Maur 1702[6]
- Ecclesia Parisiensis vindicata adversus R. P. Bartholomei Germon (1706).
- Abrégé de la vie de dom Jean Mabillon, prêtre et religieux bénédictin de la congrégation de St. Maur, Parijs 1709.[7]
- Ouvrages posthumes de Mabillon et Ruinart[8]